# Dennis Meadows
Dennis L. Meadows (7 juni 1942) is een Amerikaans systeemwetenschapper en emeritus hoogleraar.
Hij is een van de auteurs van De grenzen aan de groei (The Limits to Growth), het bekende rapport over de uitputtingsproblematiek van de Club van Rome uit 1972. Ook zijn echtgenote, Donella Meadows, schreef eraan mee.